# Suizidfall Ania in Danzig
Anna Halman (* 21. Juni 1992; † 21. Oktober 2006 im Danziger Stadtteil Kiełpino Górne) (Ania ist die Koseform von Anna) war eine polnische Schülerin eines Danziger Gymnasiums, die sich nach sexueller Nötigung und Mobbing in ihrer Klasse das Leben nahm. Ihr Fall führte zur einen breiten Diskussion über Cyber-Mobbing im polnischen Schulwesen.

## Hintergründe des Suizids
Am 21. Oktober 2006 war das Mädchen von ihrer besorgten Mutter gefragt worden, ob ihr etwas zugestoßen sei; Ania antwortete ausweichend, einige Stunden später erhängte sie sich. Polizeiliche Ermittlungen, die sich auch auf die Schule der Vierzehnjährigen erstreckten, ergaben, dass die Klasse am Vortag für etwa zwanzig Minuten von der Lehrerin allein gelassen wurde. In dieser Zeit wurde sie vor der ganzen Klasse von fünf Mitschülern festgehalten, ausgezogen und angefasst, wobei die Täter eine Vergewaltigung vortäuschten. Das Ganze wurde von ihnen mit einem Handy aufgenommen und sollte später ins Internet gestellt werden. Obwohl sie weinte und um Hilfe bat, blieb sie alleine; die ganze Klasse sah zu und amüsierte sich.
Nach Aussagen einiger Mitschüler war sie bereits häufiger von denselben Schülern schikaniert und gemobbt worden, nachdem sie es abgelehnt hatte, mit einem von ihnen befreundet zu sein. Weil sie jedoch sehr schüchtern und zurückhaltend war, hatte sie nie darüber gesprochen.

## Bedeutung des Falls
Als skandalös werden in Polen die Reaktionen der nächsten Umgebung betrachtet: Zum einen behauptete die Schulleitung, es habe keine Anzeichen irgendeines Problems gegeben – obwohl Mitschülerinnen über solche Vorfälle sogar den Lehrern berichtet hatten. Zum anderen sahen nicht nur mehrere Schüler, sondern auch Bewohner des Dorfes, aus dem sowohl Ania als auch die fünf Täter stammen, in dem Vorfall lediglich „die üblichen Kinderspielereien“; die Schüler seien unschuldige „Opfer“, die nur bestraft werden sollten, weil das Mädchen kein „Verständnis für solchen Spaß“ habe aufbringen können. 
Das Begräbnis fand am 27. Oktober 2006 statt. Es waren rund 1000 Leute anwesend. Der Bildungsminister erklärte den Tag zum Trauertag auf allen polnischen Schulen, mancherorts fanden Schülerdemonstrationen gegen die Gewalt an Schulen statt.
Der Danziger Erzbischof Tadeusz Gocłowski wurde  jedoch scharf angegriffen, weil er in seiner Rede beim Begräbnis über ein zum Suizid getriebenes Opfer sprach. Nicht zuletzt ist auch das Gericht attackiert worden, das die Jugendlichen zu drei Monaten Haft verurteilte.
Die Bedeutung dieses Falles liegt darin, dass der Suizid – insbesondere aber die verharmlosenden Reaktionen darauf – ein ungewohnt großes Echo in der polnischen Presse fand. Hervorgehoben wurde dabei, dass die Nötigung vor der ganzen Klasse stattfand, fürs Internet gefilmt wurde und von Personen begangen wurde, die das Opfer kannte (einer der Schüler war Anias Cousin); all das hätte dem Mädchen, wie z. B. die Psychologin Wisanna Szymańska betonte, keinen Raum für eine andere Entscheidung gelassen. Der Psychologe und Journalist Piotr Pacewicz schrieb dazu: „Es war eine Vergewaltigung. Zwar eine vorgetäuschte, in Wahrheit hat sie sich jedoch keineswegs von einer tatsächlichen unterschieden“. Für ihn stellte es sich als besonders beunruhigend dar, dass die Mitschüler die sexuelle Nötigung mehrheitlich als ein amüsantes und völlig normales Tun betrachteten.

## Konsequenzen
Unter dem Eindruck dieses Vorfalls wurden in Polen einige Umfragen durchgeführt. Sie ergaben, dass sexuelle Nötigung von weiblichen Jugendlichen an Schulen in Polen offenbar verbreitet ist; dabei scheint es bereits schwer zu sein, dies in der Öffentlichkeit auch nur anzusprechen.
Seitens der Politik reagierte der polnische Bildungsminister Roman Giertych, indem er ein Programm ins Leben rief, das sich gegen die Tolerierung von Gewalt wendet. Der Fall Ania hat über Polen hinaus, namentlich auch in Tschechien und der Slowakei, zu einer Diskussion über ein neues Phänomen geführt: der Veröffentlichung von Gewalt gegen Mitschüler mittels Fotohandy und Internet.